# Manfred Deckert
Manfred Deckert (* 31. März 1961 in Halle (Saale)) ist ein ehemaliger deutscher Skispringer und Kommunalpolitiker (parteilos).

## Werdegang
Seine Kindheit verbrachte er in Johanngeorgenstadt, wo er den Wintersport kennenlernte und sein gleichnamiger Vater als Sportlehrer an der Pestalozzi-Oberschule tätig war. Aufgrund seiner Leistungen wurde ihm gestattet, die Kinder- und Jugendsportschule in Klingenthal zu besuchen, auf der er auch das Abitur ablegte. Er gehörte dem SC Dynamo Klingenthal an. Der Skilangläufer Alf-Gerd Deckert ist sein älterer Bruder.
Bei den Olympischen Winterspielen 1980 in Lake Placid konnte Deckert beim Springen von der Normalschanze punktgleich mit dem Japaner Hirokazu Yagi die Silbermedaille gewinnen. Sein Trainer war der Klingenthaler Jürgen Wolf. Am 3. Januar 1982 gewann er in Innsbruck sein einziges Weltcupspringen. In der Saison 1981/1982 gewann er mit diesem Sieg dann auch die Gesamtwertung der Vierschanzentournee. Bei den Nordischen Skiweltmeisterschaften 1985 in Seefeld in Tirol errang er gemeinsam mit Frank Sauerbrey, Klaus Ostwald und Jens Weißflog im Mannschaftsspringen die Bronzemedaille.
Nach seiner aktiven Laufbahn arbeitete er als Trainer beim SC Dynamo Klingenthal bis zu dessen Abwicklung 1990. Nach einem halben Jahr Arbeitslosigkeit arbeitete Deckert 17 Jahre als Angestellter eines Unternehmens (Duravit) in der Heizungs- und Sanitärbranche.
Von August 2008 bis August 2022 war er, aufgestellt von der SPD, parteiloser Oberbürgermeister der Stadt Auerbach/Vogtl. und Mitglied der SPD-Fraktion des Kreistages im Vogtlandkreis.
Manfred Deckert ist seit August 1997 ehrenamtlicher Präsident des VSC Klingenthal.

## Erfolge

### Weltcupsiege im Einzel
| Nr. | Datum          | Ort       | Typ         |
| --- | -------------- | --------- | ----------- |
| 1.  | 3. Januar 1982 | Innsbruck | Großschanze |

### Weltcup-Platzierungen
| Saison  | Platz | Punkte |
| ------- | ----- | ------ |
| 1979/80 | 45.   | 20     |
| 1980/81 | 48.   | 14     |
| 1981/82 | 11.   | 84     |
| 1982/83 | 50.   | 07     |
| 1983/84 | 52.   | 10     |
| 1984/85 | 31.   | 24     |

### Weltmeisterschaften
| Jahr | Ort     | Platz | Typ           |
| ---- | ------- | ----- | ------------- |
| 1982 | Oslo    | 8     | Normalschanze |
| 1982 | Oslo    | 45    | Großschanze   |
| 1982 | Oslo    | 4     | Mannschaft    |
| 1985 | Seefeld | 4     | Normalschanze |
| 1985 | Seefeld | 12    | Großschanze   |
| 1985 | Seefeld | 3     | Mannschaft    |

### Vierschanzentournee
| Saison  | Platz |
| ------- | ----- |
| 1978/79 | 16    |
| 1979/80 | 13    |
| 1980/81 | 31    |
| 1981/82 | 1     |
| 1983/84 | 28    |
| 1984/85 | 12    |
| 1987/88 | 49    |

### DDR-Meister
- 1979
- 1983
- 1984
- 1987